# Gmina Sveti Petar Orehovec
Gmina Sveti Petar Orehovec (chorw. Općina Sveti Petar Orehovec) – gmina w Chorwacji, w żupanii kopriwnicko-kriżewczyńskiej. W 2011 roku liczyła  4583 mieszkańców.